# Töpen
Töpen település Németországban, azon belül Bajorországban. Lakosainak száma 1008 fő (2023. december 31.). Töpen Feilitzsch községgel határos.

## Népesség
A település népessége az elmúlt években az alábbi módon változott:
| Lakosok száma | 1094 | 947  | 1104 | 1080 | 1056 | 1049 | 1049 | 1028 | 1011 | 1008 |
|               | 1875 | 1950 | 1975 | 2011 | 2013 | 2014 | 2016 | 2018 | 2021 | 2023 |